# Everlasting Love (singolo Sandra)
Everlasting Love è un singolo di Sandra del 1987, cover dell'omonimo brano di Robert Knight.

## Composizione e pubblicazione
La cover venne incisa nel 1987 e inclusa nell'album omonimo dell'anno successivo. Il singolo, prodotto da Michael Cretu, fu pubblicato su etichetta Virgin Records/Siren Records. Il brano riuscì a entrare nelle classifiche di vari Paesi.

### Video musicale
Il video musicale fu girato a Vienna. Nel video, sono raffigurate degli amori di varie epoche (a simboleggiare forse un amore duraturo nel tempo): si inizia con la cantante Sandra vestita da Eva con un serpente al collo intenta a mangiare la mela, passando poi per una scena in cui si annuncia la fine della seconda guerra mondiale, ad una scena che raffigura due hippy, ecc.

### Tracce
45 giri
1. Everlasting Love 3:49
2. Change Your Mind 4:04

45 giri (Germania Est)
1. Everlasting Love - Little Girl
2. Maria Magdalena - Midnight Man

45 maxi
1. Everlasting Love (Extended Version) 7:37
2. Change Your Mind 4:04
3. Everlasting Love 3:49

### Classifiche
| Classifica  | Posizione massima |
| ----------- | ----------------- |
| Austria     | 6                 |
| Belgio      | 14                |
| Francia     | 12                |
| Germania    | 5                 |
| Italia      | 11                |
| Paesi Bassi | 12                |
| Regno Unito | 45                |
| Svizzera    | 5                 |